# Yongshan
Yongshan, tidigare stavat Yungshan, är ett härad som lyder under Zhaotongs stad på prefekturnivå i Yunnan-provinsen i sydvästra Kina, omkring 330 kilometer norr om provinshuvudstaden Kunming.